# Birżebbuġa
Birżebbuġa [bɪrzɛˈbːʊːd͡ʒɐ] ist eine Hafen- und Industriestadt an der Bucht von Marsaxlokk im Süden Maltas mit 13.422 Einwohnern (Stand 31. Dezember 2020). 

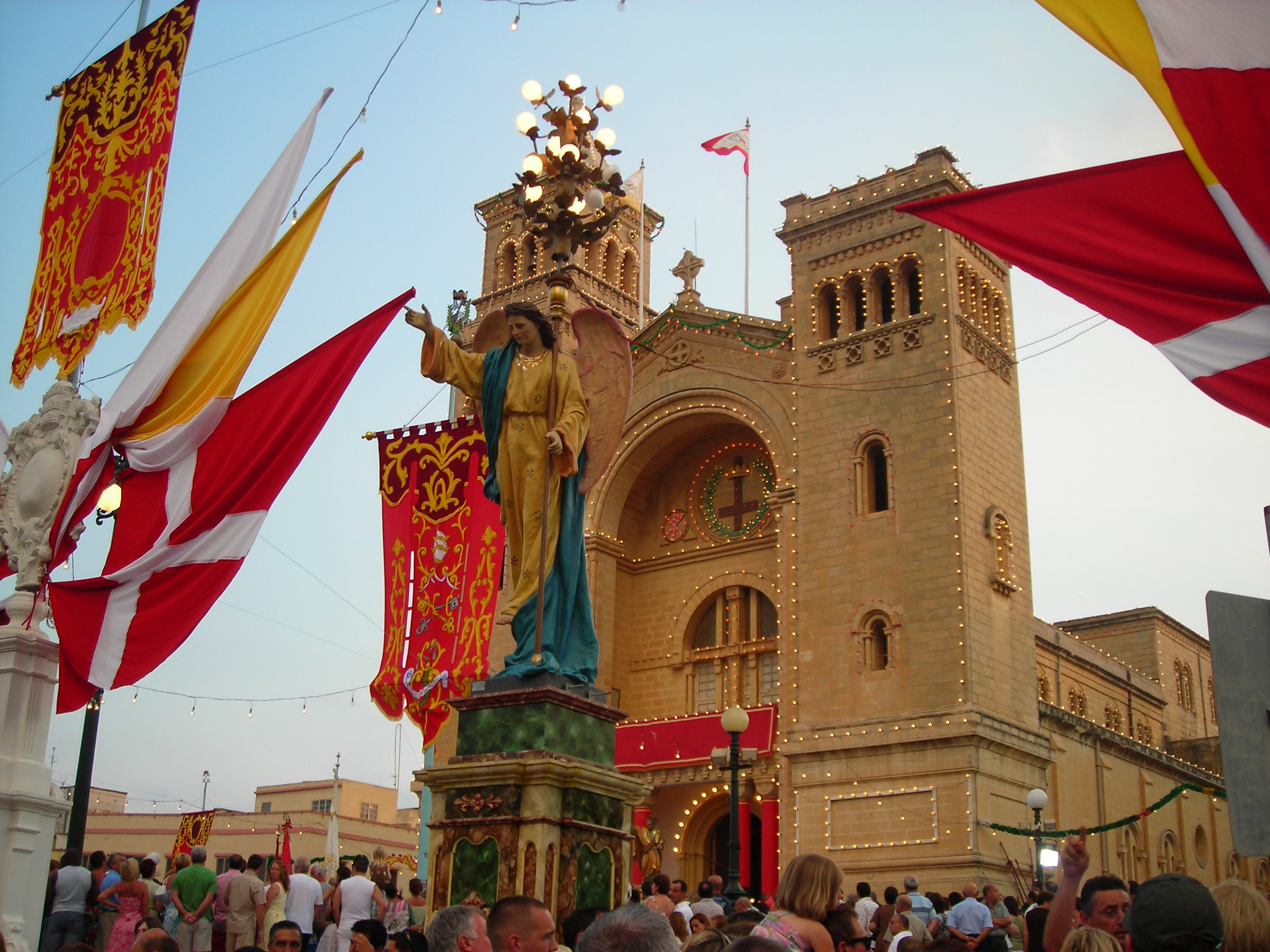
Die Pfarrkirche von Birżebbuġa

Die Stadt ist sehr bekannt für die Fossilienfunde aus der Eiszeit in der nahegelegenen Höhle Għar Dalam. Die Pfarrkirche von Birżebbuġa ist dem heiligen Peter in Ketten geweiht.

## Etymologie
Der Name der Stadt leitet sich von maltesisch Bir Żebbuġa (deutsch: „Brunnen am Ölbaum“) ab. Żebbuġ ist eine aus den Berbersprachen entlehnte maghrebinische Bezeichnung für einen wild gewachsenen Olivenbaum. Ortsnamen auf den maltesischen Inseln wurden oft aus (ehemaligen) landwirtschaftlichen oder geographischen Gegebenheiten abgeleitet (vgl. Żejtun).

## Stadtwappen
Das Stadtwappen von Birżebbuġa zeigt einen blauen nach unten zeigenden Winkel und darüber einen Olivenzweig auf weißem Grund. Das Blau erinnert an das Wasser des nahen Mittelmeers und der Olivenzweig zeigt die einst große Wichtigkeit der Oliven für die örtliche Wirtschaft.

## Wirtschaft und Tourismus
Im Süden der Stadt befindet sich der 1988 in Betrieb genommene „Malta Europort“ (Containerhafen von Malta), über den ein Großteil der Im- und Exporte abgewickelt werden. Ende der 1990er-Jahre wurde nördlich davon, mitten in der Stadt, eine Bucht mit Sand aufgefüllt, die nun einen der schönsten Badestrände Maltas besitzt. Zu den am häufigsten besuchten Sehenswürdigkeiten gehören die Höhle Għar Dalam und die megalithisch bis bronzezeitliche Anlage von Borġ in-Nadur.

## Kultur
Die philharmonische Kapelle von Birżebbuġa (Soċjetà Filarmonika San Pietru Banda Birżebbuġa) wurde 1990 gegründet und nimmt rege am kulturellen und religiösen Leben auf der ganzen Insel Malta teil. Im Februar 2004 hatte die Kapelle eine Aufführung in Port El-Kantaoui, Tunesien.

### Radiostation
- Energy FM

## Söhne und Töchter der Gemeinde
- Alexander Cachia Zammit (1924–2014), maltesischer Politiker und Minister